# Sonntagssalz
Als Sonntagssalz wurde in den Salinen eine besondere Kochsalzform bezeichnet. Nach dem Einstellen der Feuerung unter den Soggepfannen (Salzsiedepfannen) nach Schichtende am Samstag bis zur Wiederaufnahme der Arbeit am Montag, aber auch nach Feiertagen, kristallisierte das Salz zu größeren und körnigen Kristallen ungestört aus der Sole. Das Salz eignete sich besonders zur Konservierung von Fleisch und Fisch. Die Auflösung der Salzkristalle durch die Feuchtigkeit des Warengutes war stark verzögert. Nicht alle Salinen produzierten diese Salzform.
Das Sonntagssalz wurde auch aus der Sole von Meerwasser gewonnen, unterschied sich aber in der Zusammensetzung. 
- Schottisches Meersalz auf 100 Teile: 93,55 Kochsalz; 2,8 salzsaure Bittererde, 1,75 Bittersalz; 1,5 Gips und 0,4 unlösbarer Rückstand
- aus der allgemeinen Sole auf 100 Teile: 97,5 Kochsalz: 1,15 salzsaure Bittererde; 0,45 Bittersalz; 1,2 Gips und 0,1 unlösbarer Rückstand